# Verjährungsdebatte
Unter dem Begriff Verjährungsdebatte ist eine Aussprache im Deutschen Bundestag vom 10. März 1965 bekannt geworden, knapp 20 Jahre nach Ende des Zweiten Weltkrieges, die die Verjährung von Verbrechen, deren Verfolgung während der NS-Herrschaft der als Gesetz erachtete „Führerwille“ entgegenstand, verhindern sollte.
Die Debatte gilt weithin als „Sternstunde des Parlaments“ und stellt einen wichtigen Schritt bei der Vergangenheitsbewältigung dar. In ihrer Wirksamkeit auf die öffentliche Meinung überragt sie sowohl die zeitlich davor liegende Bundestagsdebatte vom 4. Mai 1960 zum Thema Verjährung wie auch die beiden nachfolgenden Verjährungsdebatten vom 26. Juni 1969 und vom 29. März 1979.

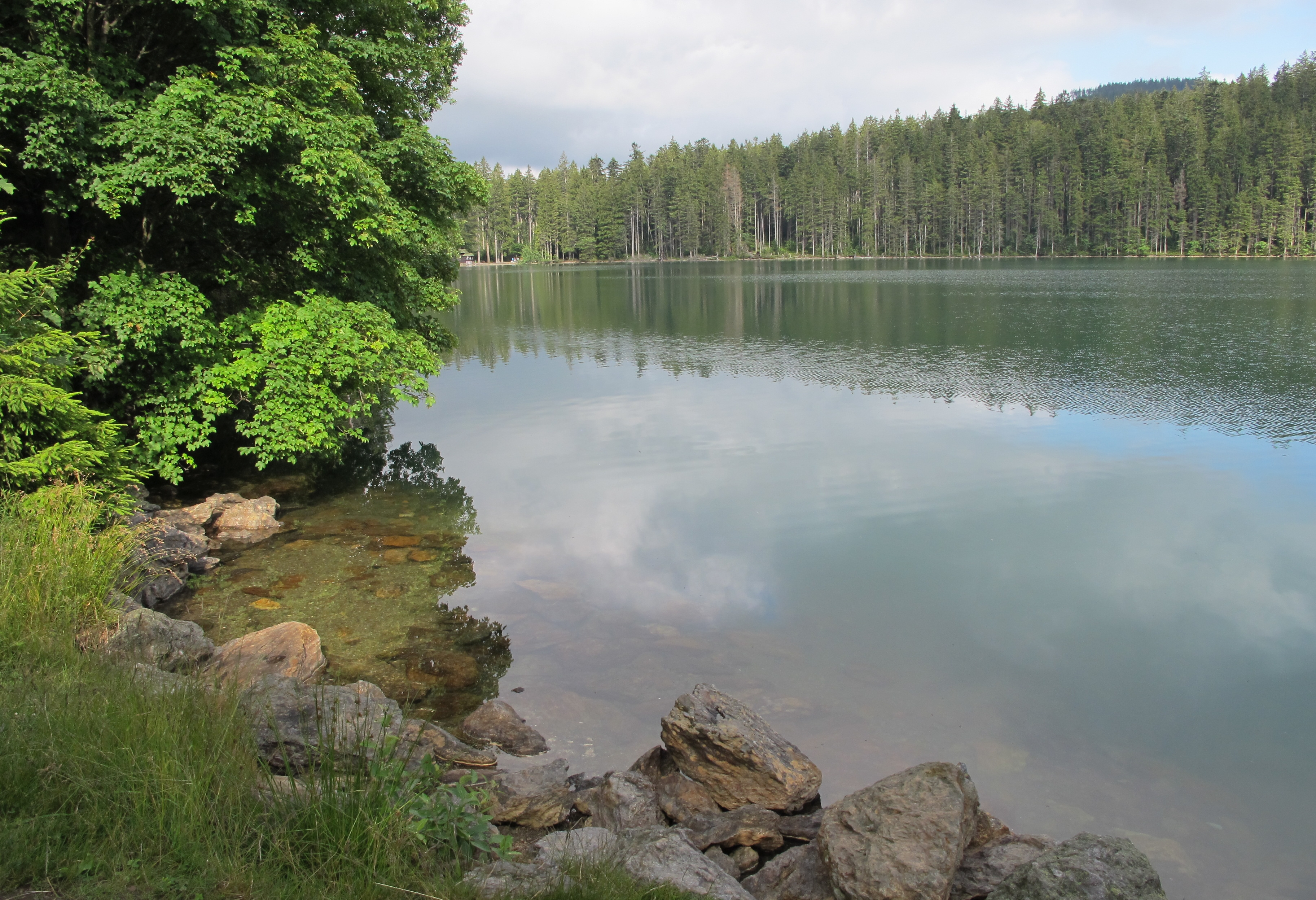
Der Schwarze See im Böhmerwald, Schauplatz der tschechoslowakisch-sowjetischen Operation Neptun

Vorausgegangen war im Jahr 1964 die Operation Neptun, eine Aktion der tschechoslowakischen und sowjetischen Geheimdienste, bei der echte und/oder gefälschte Dokumente aus der NS-Zeit sowie Flugzeugteile im Schwarzen See im Böhmerwald versteckt und anschließend öffentlichkeitswirksam „entdeckt“ wurden. Dies löste ein weltweites Presseecho aus.

## Juristische Ausgangslage
Das deutsche Strafgesetzbuch (StGB) bestimmte in § 67 Absatz 1 StGB a.F. für die Verjährung von Verbrechen, die mit lebenslanger Freiheitsstrafe bedroht waren (z. B. Mord), eine Frist von zwanzig Jahren. 
Für Verbrechen mit einer Strafandrohung von mehr als zehn Jahren galt eine Verjährungsfrist von fünfzehn Jahren, für andere war eine Verjährungsfrist von zehn Jahren vorgesehen.
Die Verordnung zur Beseitigung nationalsozialistischer Eingriffe in die Strafrechtspflege vom 23. Mai 1947 in Verbindung mit § 69 StGB a.F. hatte in der Britischen Besatzungszone insbesondere für Verbrechen, die mit Gewalttätigkeiten oder Verfolgungen aus politischen, rassischen oder religionsfeindlichen Beweggründen verbunden waren, sowie für Verbrechen, die zur Durchsetzung des Nationalsozialismus, zur Aufrechterhaltung seiner Herrschaft oder unter Ausnutzung einer staatlichen oder parteiamtlichen Machtstellung gegen politische Gegner begangen worden waren, die Verfolgungsverjährung für die Zeit vom 30. Januar 1933 bis zum 8. Mai 1945 ruhend gestellt. Im amerikanischen Besatzungsgebiet geschah dies für die Periode vom 30. Januar 1933 bis zum 1. Juli 1945 durch von der Militärregierung initiierte Ahndungsgesetze der Länder im Mai 1946 für Taten, die „während der nationalsozialistischen Gewaltherrschaft aus politischen, rassischen oder religionsfeindlichen Gründen nicht bestraft“ worden waren und für die die „Grundsätze der Gerechtigkeit“ eine nachträgliche Sühne verlangten. In der französischen Zone ergingen entsprechende Vorschriften in den Ländern. In Berlin war die Verjährung für Taten, die zwischen dem 30. Januar 1933 und dem 1. Juli 1945 verübt worden waren, nach dem Kontrollratsgesetz Nr. 10 ausgeschlossen.
Während der NS-Zeit begangene Verbrechen wären danach ab dem 8. Mai 1965 nicht mehr verfolgbar gewesen.
Die Verjährungsfrist für vor dem 8. Mai 1945 begangene Verbrechen, die im Höchstmaß mit mehr als zehn Jahren bedroht waren, z. B. Totschlag und Körperverletzung mit Todesfolge war bereits am 8. Mai 1960 abgelaufen (infolge des Verjährungsskandals galt das rückwirkend auch für die Beihilfe zum Mord sog. Schreibtischtäter). 
Es gab Versuche, die Verjährung zu verhindern. Die SPD-Fraktion brachte ein Berechnungsgesetz ein, das den Beginn der Verjährungsfrist auf den 16. September 1949 verlegen sollte. Zur Begründung wurde auf die unzureichenden Möglichkeiten der Strafverfolgungsbehörden in der Nachkriegszeit hingewiesen. Überdies sei eine Neubewertung der im Strafgesetzbuch von 1871 festgelegten Verjährung angesichts der nationalsozialistischen Massenverbrechen vorzunehmen. Dieser Antrag wurde am 4. Mai 1960, kurz vor Ablauf der Verjährungsfrist, ohne Aussprache dem Rechtsausschuss zugeleitet und dort abgelehnt. Ein nachgereichter Änderungsentwurf, der den Fristbeginn auf den 20. Juni 1946 terminierte, wurde am 24. Mai 1960 im Plenum diskutiert. Mitausschlaggebend war dabei die Einschätzung von Justizminister Fritz Schäffer, ein unverändertes Eintreten der Verjährung diene der „inneren Befriedung“, eine Verlängerung dagegen sei überflüssig, da „alle bedeutsamen Massenvernichtungsaktionen der Kriegszeit systematisch erfasst und weitgehend erforscht“ und nur noch wenige Nachzügler-Prozesse zu erwarten seien. Ausschlaggebend für die Ablehnung war die vorherrschende Ansicht, die rückwirkende Änderung verstoße gegen den in Art. 103 GG festgelegten Grundsatz, dass eine Person nur dann bestraft werden könne, „wenn die Strafbarkeit gesetzlich bestimmt war, bevor die Tat begangen wurde“ (Nulla poena sine lege).

## Die Verjährungsdebatte vom 10. März 1965

### Situation im Vorfeld der Debatte
Immer wieder hatte die DDR gezielt belastendes Material gegen Repräsentanten der westdeutschen Führungsgruppen (Politik, Wirtschaft, Militär, Staatsverwaltung, Justiz, Wissenschaft) veröffentlicht, um zu belegen, dass dort „die gleichen verhängnisvollen Kräfte der Rüstungsindustrie Politik und Wirtschaft in den Händen haben, die Hitler zur Macht brachten.“ Das war keine Gleichsetzung der Bundesrepublik mit dem NS-Staat, aber doch der schwere Vorwurf eines hohen Einflusses, „dieser Kräfte in Bonn, die keine Lehren aus der Vergangenheit gezogen haben.“ Es müsse auch dort „die Befreiung vom Faschismus und Militarismus […] endlich vollendet werden.“
1962 war Generalbundesanwalt Wolfgang Fränkel aufgrund des Vorwurfs zurückgetreten, in der NS-Zeit an dreißig fragwürdigen Todesurteilen mitgewirkt zu haben. Auch bei den westlichen Verbündeten nahm das internationale Ansehen der Bundesrepublik durch derartige Enthüllungen Schaden. Die Verjährungskritiker gingen davon aus, es würden künftig weitere Täter in hohen Funktionen entlarvt werden können, was durch eine Verjährung behindert werden würde. Nicht nur in Israel wurde die bevorstehende Verjährung kritisiert. Die USA übten mit einer Demarche Druck aus, um zu verhindern, dass die bislang unaufgeklärten Massenmorde durch Verjährung ungeahndet bleiben würden. 1963 begann nach längerer Vorarbeit der erste Auschwitzprozess in Frankfurt am Main, in dessen Mittelpunkt die Vernichtung der jüdischen Minderheit in Auschwitz stand, der einen erheblichen Meinungsdruck in der Bevölkerung gegen die Verjährungsposition ausübte.
Die Bundesregierung rief am 20. November 1964 alle Regierungen im Ausland dazu auf, alle entdeckten Dokumente über NS-Verbrechen unverzüglich der Ludwigsburger Zentralstelle für Kriegsverbrechen zuzuleiten. An deren Spitze war allerdings mit Dr. Erwin Schüle ein Jurist gesetzt, der seinerseits aus NSDAP und SA kam und „die Arbeit zunächst nach Kräften [sabotierte]“. Er musste nach Informationen zu seiner NS-Vita im Braunbuch der DDR und zu möglichen Kriegsverbrechen in der Sowjetunion 1966 die Zentrale Stelle wieder verlassen.
Innenpolitisch wurde die drohende Verjährung zu einem wichtigen Thema, das in der Presse breit behandelt wurde. Meinungsumfragen ergaben dabei, dass sich eine knappe Mehrheit für den Eintritt der Verjährung aussprach. Die Bundesländer Hamburg und Schleswig-Holstein reichten Initiativanträge ein, um die Verjährungsfrist zu verlängern. Am Vorabend der Parlamentsdebatte veröffentlichte der Spiegel unter dem Titel Für Völkermord gibt es keine Verjährung ein viel beachtetes Gespräch zwischen Rudolf Augstein und Karl Jaspers.

### Debatte
In der Bundesregierung unter Ludwig Erhard hatte sich mehrheitlich die Auffassung durchgesetzt, eine Verjährungsverlängerung sei verfassungsrechtlich unmöglich. Sie verzichtete daher auf Vorgaben. Dies erleichterte das Zustandekommen einer parlamentarischen Debatte, bei der die Abgeordneten frei vom Fraktionszwang sprachen. Die gegensätzlichen Standpunkte waren schwer zu überbrücken. Einigen Abgeordneten blieb die Vorstellung unerträglich, die ungesühnten Massentötungen und den Völkermord verjähren zu lassen. Andere sahen die Grundsätze eines Rechtsstaates unheilbar verletzt, wenn ein erloschener Strafanspruch rückwirkend wieder geltend gemacht würde.
Im Januar 1965 legte Ernst Benda (CDU) einen von 49 weiteren Abgeordneten seiner Partei unterzeichneten Antrag vor, durch den die Verjährungsfrist bei Mord auf 30 Jahre verlängert werden sollte. Die SPD-Fraktion brachte zwei Gesetzentwürfe ein. Nach ihrem Willen sollte die Verjährung für Mord und Völkermord gänzlich entfallen; dies sollte durch eine Änderung des Art. 103 GG rechtlich einwandfrei abgesichert werden. Benda legte daraufhin am Vortag der Bundestagssitzung einen veränderten Antrag vor, durch den die Verjährung bei Mord gänzlich aufgehoben würde. Es habe sich im Verlaufe der letzten Monate ein Meinungswandel vollzogen; es ginge nun nicht mehr um das Ob, sondern nur noch um den juristisch und politisch besten Weg.

#### Wesentliche Argumentation
Gegen die vorliegenden Anträge sprach sich Bundesjustizminister Ewald Bucher (FDP) aus, der in seinem Beitrag nicht im Namen der Bundesregierung sprach. Er verwies auf die Beweisschwierigkeiten durch den Ablauf der Zeit; Freisprüche und überbordende Kritik an der deutschen Gerichtsbarkeit seien absehbar. Die vorzeitige Freilassung von Einsatzgruppenführern durch die Alliierten habe ohnehin das Zusammenleben mit Massenmördern unvermeidlich gemacht. Selbst eine Änderung des Art. 103 Abs. 2 GG sei rechtlich bedenklich, wenn man dies in Verbindung mit Art. 20 GG und Art. 79 GG betrachte. Auch andere Redner unterstützen diese Argumentation und forderten, dass moralische Bedenken und politische Aspekte zugunsten der Rechtssicherheit und Bewahrung der Rechtsstaatlichkeit zurückstehen müssten.
Die Befürworter der Anträge führten eine Entscheidung des Bundesgerichtshofes von 1952 und das vom Bundesverfassungsgericht bestätigte hessische Ahndungsgesetz an: Dort sei im konkreten Fall die Fristverlängerung nicht als Verstoß gegen das Prinzip nulla poena sine lege angesehen worden. Ernst Benda (CDU) konnte auf einen Appell von 76 Professoren verweisen, die verfassungsrechtliche Bedenken verneinten. Die Befürworter der Anträge erinnerten daran, dass durch rechtzeitig eingeleitete richterliche Handlung die Verjährungsfrist unterbrochen und dadurch auch jetzt schon verlängert würde; damit seien viele Bedenken und Argumente der Gegner entkräftet. Sie verwiesen daneben auf den außenpolitischen Schaden, einen Verlust an Ansehen und Glaubwürdigkeit im Ausland.

#### Einzelne Redebeiträge
Ernst Benda ging nicht nur ausführlich auf die juristischen Argumente ein, sondern bestimmte auch durch seinen Beitrag die weitere Richtung der Debatte. Seine Äußerung, er verspüre nicht den Druck der Weltmeinung, er folge nur dem Druck der eigenen Überzeugung und seines Gewissens, wurde wie ein Leitmotiv von vielen anderen Rednern aufgegriffen. Keinem Befürworter der Verjährung, der seine Meinung mit rechtsstaatlichen Grundsätzen begründe, solle man unterstellen, er schöbe diese Argumente nur vor. Zu Gnade und Vergebung aber seien zunächst die Opfer legitimiert, den anderen bliebe das Erkennen der Schuld (Sitzungsbericht, S. 8525).
Benda erhielt von allen Seiten des Hauses Beifall und wurde von Martin Hirsch (SPD) als „Sprecher der jungen deutschen Generation“ (8526) gelobt. Der Redebeitrag von Rainer Barzel (CDU) trübte jedoch die angestrebte und von vielen Rednern beschworene Einmütigkeit. Seine Seitenhiebe auf die DDR gipfelten in dem Ausspruch, […]„dass Hitler tot ist und Ulbricht lebt“. (8531) Zum Widerspruch führte sein auf Adolf Hitler gemünzter Satz: „Dieser Mann trägt große Schuld auch vor dem deutschen Volk und gerade vor denen, deren vaterländische Gesinnung und deren Idealismus er missbrauchte.“ (8530)
In dieselbe Richtung wiesen Barzels Bemerkungen über fehlende Schuld bei „politischem Irrtum“ (8530) und sein Bekenntnis „zur Ehre der deutschen Soldaten (8530)“. Nicht nur von Barzel wurde wiederholt beteuert, dass es hier nicht um eine neue Entnazifizierung gehe, die in der Mehrheit des Wahlvolkes deutlich abgelehnt wurde.
Gerhard Jahn (SPD) stellte die rhetorische Frage: „Soll das ungeheuerliche Ausmaß an Verbrechen […] einfach nur mit juristischen Erwägungen beantwortet werden oder sind wir aufgefordert, […] eine politisch-moralische Entscheidung zu treffen?“ (8537) Jahn wandte sich dann gegen Barzels Formulierungen, wurde dabei mehrfach durch Zwischenrufe unterbrochen und musste sich später von Benda vorhalten lassen, er habe eine parteipolitische Diskussion entfachen wollen (8537).
Thomas Dehler (FDP) hielt unbeirrt an seiner Überzeugung fest, dass eine rechtsstaatlich einwandfreie Lösung selbst durch Grundgesetzänderung nicht erreichbar sei. Er bekannte aber: „Am Ende sind wir uns doch der Schuld bewusst, jeder von uns, der damals Verantwortung getragen hat.“ […] „Jeder von uns, der damals Verantwortung getragen hat, hat das Empfinden, dass er zuwenig für das Recht gekämpft hat, dass er zuwenig Mut zur Wahrheit gehabt hat, nicht stark genug war für die Macht des Bösen.“ (8541)
Max Güde (CDU/CSU) beklagte, dass einige schwerbelastete Massenmörder, die von den alliierten Gerichten verurteilt und dann begnadigt worden seien, frei herumliefen: „Diese doppelte Intervention der Alliierten in den deutschen Rechtsraum hat die Dinge verwirrt bis auf die heutigen Tage.“ (8567) Falls die Verjährung aufgehoben werde, solle eine Lockerung des Verfolgungszwanges folgen, damit nur noch extreme Mordtaten vor Gericht kommen.
Dittrich (CSU) teilte mit, die Meinungsbildung in der CSU-Landesgruppe sei noch nicht abgeschlossen. Er wies auf einen Vorschlag des Altbundeskanzlers Konrad Adenauer hin, den Beginn der Verjährungsfrist später anzusetzen. Dieser Vorschlag wurde nicht weiter diskutiert, aber kurz darauf im Rechtsausschuss als mehrheitsfähiger Kompromiss aufgegriffen.
Zum Höhepunkt wurde der Auftritt von Adolf Arndt (SPD), der vordem als Rechtspolitischer Sprecher im Jahre 1960 als einziger gegen den Vorschlag seiner eigenen Fraktion gestimmt hatte, da er eine Veränderung der Verjährungsfrist ohne eine Grundgesetzänderung nicht für Rechtens hielt. Arndt verneinte eine Kollektivschuld, sprach aber von einer moralischen und einer historischen Schuld. Arndt belegte an Beispielen, dass die Morde in Pflegeanstalten und die Untaten im Osten den „Normalbürgern“ schon im Dritten Reich bekannt waren, und fuhr fort: „Das Wesentliche wurde gewusst. Ich habe den jungen Menschen sagen müssen: Wenn eure leibliche Mutter auf dem Sterbebett liegt und schwört bei Gott […], dass sie nicht gewusst hat, dann sage ich euch: Die Mutter bringt’s nur nicht über die Lippen, weil es zu fürchterlich ist, das gewusst zu haben oder wissen zu können, aber nicht wissen zu wollen. Ich weiß mich mit in der Schuld. Denn sehen Sie, ich bin nicht auf die Straße gegangen und habe geschrien, als ich sah, dass die Juden aus unserer Mitte lastkraftwagenweise abtransportiert wurden. Ich habe mir nicht den gelben Stern umgemacht und gesagt: Ich auch! Ich kann nicht sagen, dass ich genug getan hätte. […] Man kann doch nicht sagen: Ich war noch nicht geboren, dieses Erbe geht mich gar nichts an. […] Es geht darum, dass wir dem Gebirge an Schuld und Unheil, das hinter uns liegt, nicht den Rücken kehren.“(8552/8553).

#### Ergebnis
Nach Beratung im Rechtsausschuss wurde am 13. April 1965 mehrheitlich das Gesetz zur Berechnung strafrechtlicher Verjährungsfristen beschlossen. Dadurch blieb bei der Berechnung der Verjährungsfrist für die Verfolgung von Verbrechen, die mit lebenslangem Zuchthaus bedroht sind, die Zeit vom 8. Mai 1945 bis 31. Dezember 1949 außer Ansatz. In dieser Zeit hatte demnach die Verfolgungsverjährung zusätzlich geruht mit der Folge, dass Morde nunmehr bis zum 31. Dezember 1969 verfolgbar waren.
Alle Abgeordneten der SPD und 180 der 217 CDU-Abgeordneten votierten für diesen Kompromiss. Die Abgeordneten der FDP stimmten fast geschlossen für die Beibehaltung der Verjährung. Bundesjustizminister Ewald Bucher (FDP) trat am 26. März 1965 zurück. Die strafrechtliche Ahndung für Mord war damit bis zum Ende des Jahres 1969 möglich. Zwar war eine endgültige Verjährung abgewehrt worden, doch war zugleich absehbar, dass das Problem vier Jahre später erneut zur Entscheidung anstehen würde.
Es wurde in der Debatte unzweideutig ausgesprochen, dass es sich bei den Massentötungen nicht um Exzesse bei Kriegshandlungen, sondern um überlegte und sorgfältig geplante Mordaktionen eines Terror-Staates handle. Es wurden persönliche moralische Schuldbekenntnisse ausgesprochen und eine unverjährbare historische Schuld hervorgehoben, die als Erbe bleibe.
Mit Beschluss vom 26. Februar 1969 erklärte das Bundesverfassungsgericht die Regelung des § 1 Abs. 1 des Gesetzes über die Berechnung strafrechtlicher Verjährungsfristen für mit dem Grundgesetz vereinbar. Verjährungsvorschriften regelten, wie lange eine für strafbar erklärte Tat verfolgt werden solle. Sie lasse die Strafbarkeit der Tat hingegen unberührt. Verjährungsvorschriften unterliegen daher nicht dem strafrechtlichen Rückwirkungsverbot des Art. 103 Abs. 2 GG.
Die Verjährungsdebatte von 1965 wird auch im Jahre 2005 noch von namhaften Politikwissenschaftlern wie Peter Reichel als Sternstunde des Parlaments eingeschätzt. Dieser Bewertung entgegensteht die zeitgenössische Analyse der Debatte durch Karl Jaspers.

## Die Verjährungsdebatte vom 26. Juni 1969

### Debatte und Ergebnis
Im Frühjahr 1969 brachten das Bundesland Hamburg und kurz darauf die Bundesregierung einen vom Bundesjustizminister Horst Ehmke (SPD) ausgearbeiteten Gesetzentwurf ein, die beide auf die vollständige Abschaffung der Verjährung für Mord und Völkermord abzielten.
Die Gegner des Entwurfs verwiesen darauf, dass die Glaubwürdigkeit des Parlaments schwer beschädigt werde, wenn man schon vier Jahre später die grundsätzlichen rechtlichen Überlegungen umstoße. Die Befürworter betonten die historische Verantwortung, die im Sinne der Opfer eine weitere Ahndung von Mord und Völkermord erfordere.
Mit einer Mehrheit von zwei Dritteln der Stimmen beschloss der Bundestag eine Änderung der §§ 66, 67 StGB durch das Neunte Strafrechtsänderungsgesetz vom 4. August 1969, das die Verjährung für mit lebenslanger Freiheitsstrafe bedrohte Straftaten auf 30 Jahre heraufsetzte und für Völkermord aufhob. Hinsichtlich der bis zum 31. Dezember 1949 ruhenden Verfolgungsverjährung blieb das Gesetz zur Berechnung strafrechtlicher Verjährungsfristen maßgeblich. Mord verjährte danach zum 31. Dezember 1979.

### Kritik
Praktisch ausgehöhlt wurde das Ergebnis jedoch durch Art. 1 Nr. 6 des Einführungsgesetzes zum Gesetz über Ordnungswidrigkeiten, wonach § 50 Abs. 2 StGB n.F. mit Wirkung zum 1. Oktober 1968 auch auf Mordtaten anwendbar war, bei denen dem Täter die niedrigen Beweggründe wie Rassenhass nicht in eigener Person nachgewiesen werden konnten. In solchen Fällen war die Strafe nach den Vorschriften über die Bestrafung des Versuchs zu mildern und nur noch mit einer zeitigen Freiheitsstrafe von bis zu 15 Jahren bedroht. Nach der Rechtsprechung des Bundesgerichtshofs war deshalb das Gesetz über die Berechnung strafrechtlicher Verjährungsvorschriften nicht maßgebend. Denn dieses betreffe nach seinem § 1 nur Verbrechen, die mit lebenslangem Zuchthaus bedroht sind. Das genannte Gesetz scheide daher aus. Es sei vielmehr die Verordnung zur Beseitigung nationalsozialistischer Eingriffe in die Strafrechtspflege von 1947 anzuwenden. Nach deren § 3 gelte die Verjährung nur bis zum 8. Mai 1945 als ruhend und sei 15 Jahre später mit dem 8. Mai 1960 abgelaufen.
Der Historiker Norbert Frei stellt das Abstimmungsverhalten der CDU und FDP in einen Zusammenhang mit dieser „geplanten Amnestie oder Gesetzgebungspanne“. Erst als die Straffreiheit von NS-Juristen gesichert war, seien die Christdemokraten zu einer Verlängerung der Verjährungsfrist bereit gewesen. Der „größte Mordprozess der Nachkriegszeit“, das Verfahren gegen das Personal des Reichssicherheitshauptamtes, musste wegen des Verjährungsskandals kurz vor der Eröffnung eingestellt werden.

## Die Verjährungsdebatte vom 29. März 1979
Zum vierten Mal musste sich das Parlament 1979 mit der Frage befassen, wie die strafrechtliche Vergangenheitsbewältigung mit althergebrachten Gesetzesvorschriften zur Verjährung in Einklang zu bringen sei. Der Gesetzgeber wollte vor dem Hintergrund der Vielzahl und der Grausamkeit der während der nationalsozialistischen Gewaltherrschaft begangenen Verbrechen zum Ausdruck bringen, dass bei Taten schwersten Unrechtsgehalts der Zeitablauf und damit auch der Abstand zur Tat die Strafvollstreckung nicht zu hindern vermag. Folgerichtig sei es daher, nicht nur bei Völkermord, sondern auch bei Mordtaten nach längerem Zeitablauf auf eine Strafverfolgung nicht zu verzichten.
Auch der Ausstrahlung der vierteiligen Fernsehserie Holocaust, die den Völkermord ins Bewusstsein der Öffentlichkeit rückte, wird eine Wirkung auf die Beschlussfassung des Bundestages zugesprochen.
Der Rechtsausschuss des Bundestages konnte sich nicht auf eine Beschlussempfehlung verständigen. Am 3. Juli 1979 beschloss der Deutsche Bundestag mit 255 zu 222 Stimmen, die Verjährung auch für Mord ausdrücklich aufzuheben (§ 78 Abs. 2 StGB n.F.).
Die Unverjährbarkeit von Völkermord ist seit 2002 in § 5, § 6 Völkerstrafgesetzbuch (VStGB) geregelt.

## Deutscher Bundestag – Stenografische Berichte
- A) Verhandlungen des Deutschen Bundestages. 3. Wahlperiode. Stenografische Berichte Band 46: 117. Sitzung vom 24. Mai 1960 (S. 6680 ff) - Tonaufnahme dieser Sitzung
- B) Verhandlungen des Deutschen Bundestages. 4. Wahlperiode. Stenografische Berichte Band 57: 170. Sitzung vom 10. März 1965 (S. 8516–8571)
- C) Verhandlungen des Deutschen Bundestages. 5. Wahlperiode. Stenografische Berichte Band 70: 243. Sitzung vom 26. Juni 1969 (S. 13554–13563)
- D) Verhandlungen des Deutschen Bundestages. 8. Wahlperiode. Stenografische Berichte Band 109: 145. Sitzung vom 29. März 1979 (S. 11561–11650)